# Cola de pezuña
La cola de pezuña es un adhesivo producido a partir de las pezuñas de ungulados. Químicamente sería una queratina obtenida parcialmente por hidrólisis. Es un tipo de pegamento natural.

## Historia
La cola de pezuña fue usada ampliamente durante toda la historia humana. El arco más antiguo conocido tiene una antigüedad de 10.000 años y fue fabricado utilizando esta cola. La cola de pezuña también era utilizada para reforzar cuerdas de arcos, adherir piezas de madera u otros materiales, así como para proteger materiales valiosos mediante una capa como si fuera una laca fina, también para sellar el vidrio. La cola de pezuña es usada aún hoy en armarios y muebles donde las uniones son extremadamente finas, y no deben quedar marcas.

## Formulación
El proceso general de fabricación comienza partiendo las pezuñas de los ungulados en trozos pequeños y se los hierve en agua hasta que el material de la pezuña se disuelve en el agua. Entonces se añade a la mezcla un ácido para crear un gel fino. El resultado se deja enfriar y  que endurezca. Una vez mezclado es necesario calentarlo para que adquiera la consistencia deseada.

## Utilización
La forma de almacenar la cola es en bloques duros como si fueran resinas. Para usarlos se parte la cantidad requerida y se mezcla con agua caliente hasta que funda. Una vez fundido puede ser hervido para reducir el exceso de agua. Una capa fina de gel puede ser usada como barniz, o para unir y mantener cuerdas. Este pegamento una vez aplicado puede volverse a disolver con agua, por lo que es muy afectado por la humedad. En cambio es un material que soporta muy bien las condiciones secas, al mantener cierta flexibilidad, lo que lo hace ideal para aplicaciones para interior.